# Colombier-Fontaine
Colombier-Fontaine is een gemeente in het Franse departement Doubs (regio Bourgogne-Franche-Comté). De plaats maakt deel uit van het arrondissement Montbéliard. In de gemeente ligt spoorwegstation Colombier-Fontaine. Colombier-Fontaine telde op 1 januari 2022 1.215 inwoners.

## Geografie
De oppervlakte van Colombier-Fontaine bedraagt 7,66 km², de bevolkingsdichtheid is 159 inwoners per km² (per 1 januari 2019).
De onderstaande kaart toont de ligging van Colombier-Fontaine met de belangrijkste infrastructuur en aangrenzende gemeenten.

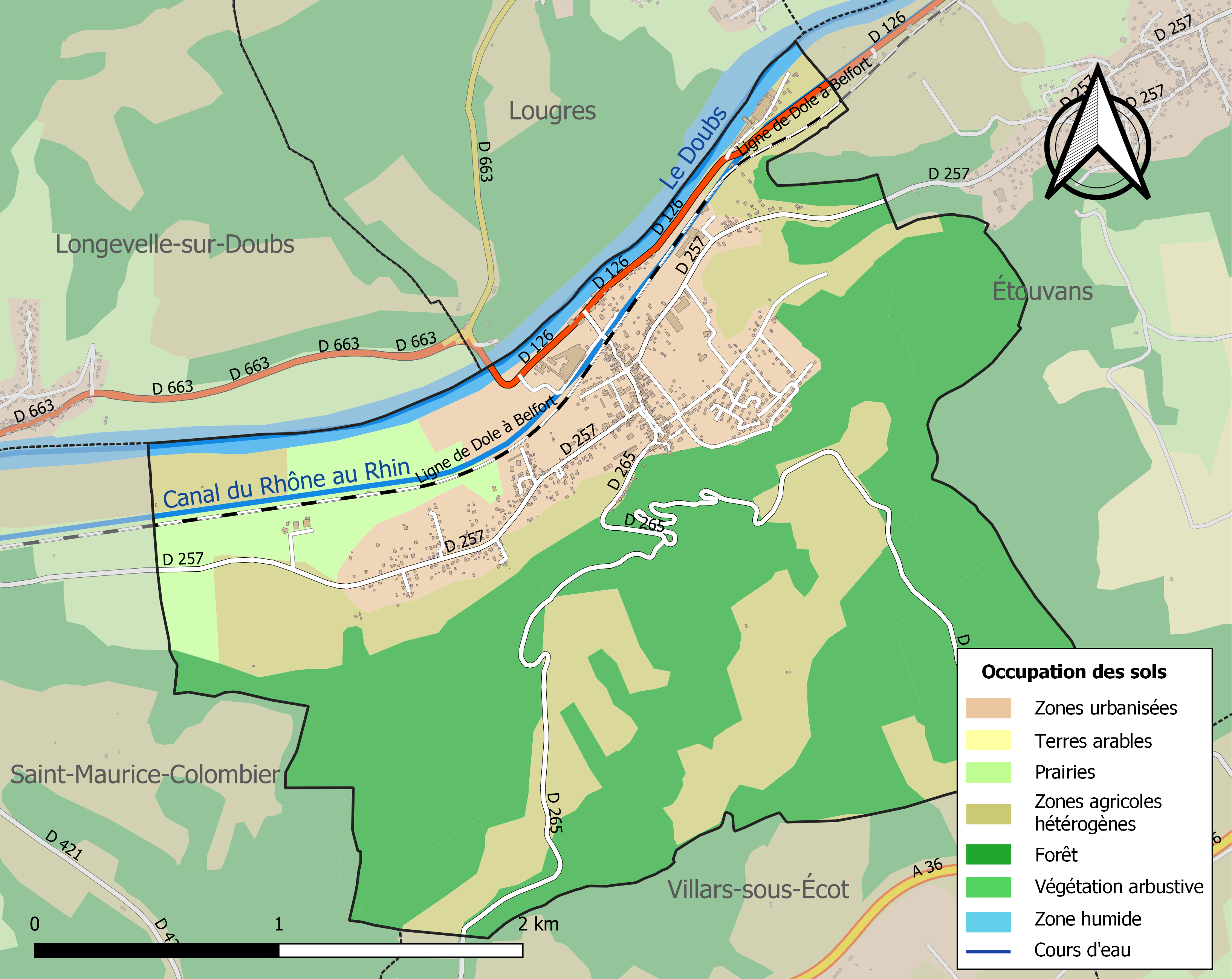

## Demografie
Onderstaande figuur toont het verloop van het inwonertal (bron: INSEE-tellingen).

## Geboren
- Arthur Vichot (26 november 1988), wielrenner